# Ilex jacobsii
Ilex jacobsii är en järneksväxtart som beskrevs av S. Andrews. Ilex jacobsii ingår i släktet järnekar, och familjen järneksväxter. Inga underarter finns listade i Catalogue of Life.